# Cylindrocladium peruvianum
Cylindrocladium peruvianum är en svampart som beskrevs av Bat., J.L. Bezerra & M.P. Herrera 1965. Cylindrocladium peruvianum ingår i släktet Cylindrocladium och familjen Nectriaceae.   Inga underarter finns listade i Catalogue of Life.